# Raymond Moriyama
Raymond Moriyama (* 11. Oktober 1929 in Vancouver; † 1. September 2023 in Toronto) war ein kanadischer Architekt.
Raymond Moriyama wurde in Kanada geboren und war während des Zweiten Weltkriegs mit seiner Mutter im Slocan Valley in British Columbia interniert, da er japanischer Abstammung war. Raymond Moriyama erwarb 1954 einen Bachelor of Arts in Architektur an der Universität von Toronto und 1957 einen Master of Architecture in Stadtplanung an der McGill University. 1958 eröffnete er ein eigenes Architekturbüro. 1970 gründete er mit Ted Teshima das Unternehmen Moriyama & Teshima Architects mit Sitz in Toronto.
Im Laufe seiner Karriere erhielt Moriyama mehrere Auszeichnungen und Ehrungen. Er war Offizier (1985) und Companion (2008) des Order of Canada. Außerdem wurde ihm 1992 der Order of Ontario und 2003 der Order of the Rising Sun verliehen. 1997 erhielt er die RAIC Gold Medal, die höchste Auszeichnung für kanadische Architektur, und 2010 den Sakura Award für seinen Einfluss und sein Engagement bei der weltweiten Förderung der japanischen Kultur. Er ist Namensgeber des Moriyama RAIC International Prize. Er war von 2001 bis 2007 Chancellor der Brock University in Toronto, für die er seit den 1970er Jahren bis zur letzten Erweiterung zahlreiche Gebäude entworfen hat. 2013 wurde er mit der Ehrendoktorwürde der University of Calgary geehrt.

“In despair, I decided to bathe in the Slocan River on the other side of a little mountain away from the camp. The water was glacial, but it was better than hot tears. To see who might be coming, I built an observation platform. Soon, I found myself wanting to build my first architectural project, a tree house, without being found out by the RCMP. I used just an axe as a hammer, an old borrowed saw, six spikes, some nails, a rope, and mostly branches and scraps from the lumberyard. It was hard work building it by myself, and it was a lesson in the economy of material and means. That tree house, when finished, was beautiful. It was my university, my place of solace, a place to think and learn.”

“Architecture has to be humane, and its intent the pursuit of true ideals, of true democracy, of equality, and of inclusion of all people.”

## Galerie

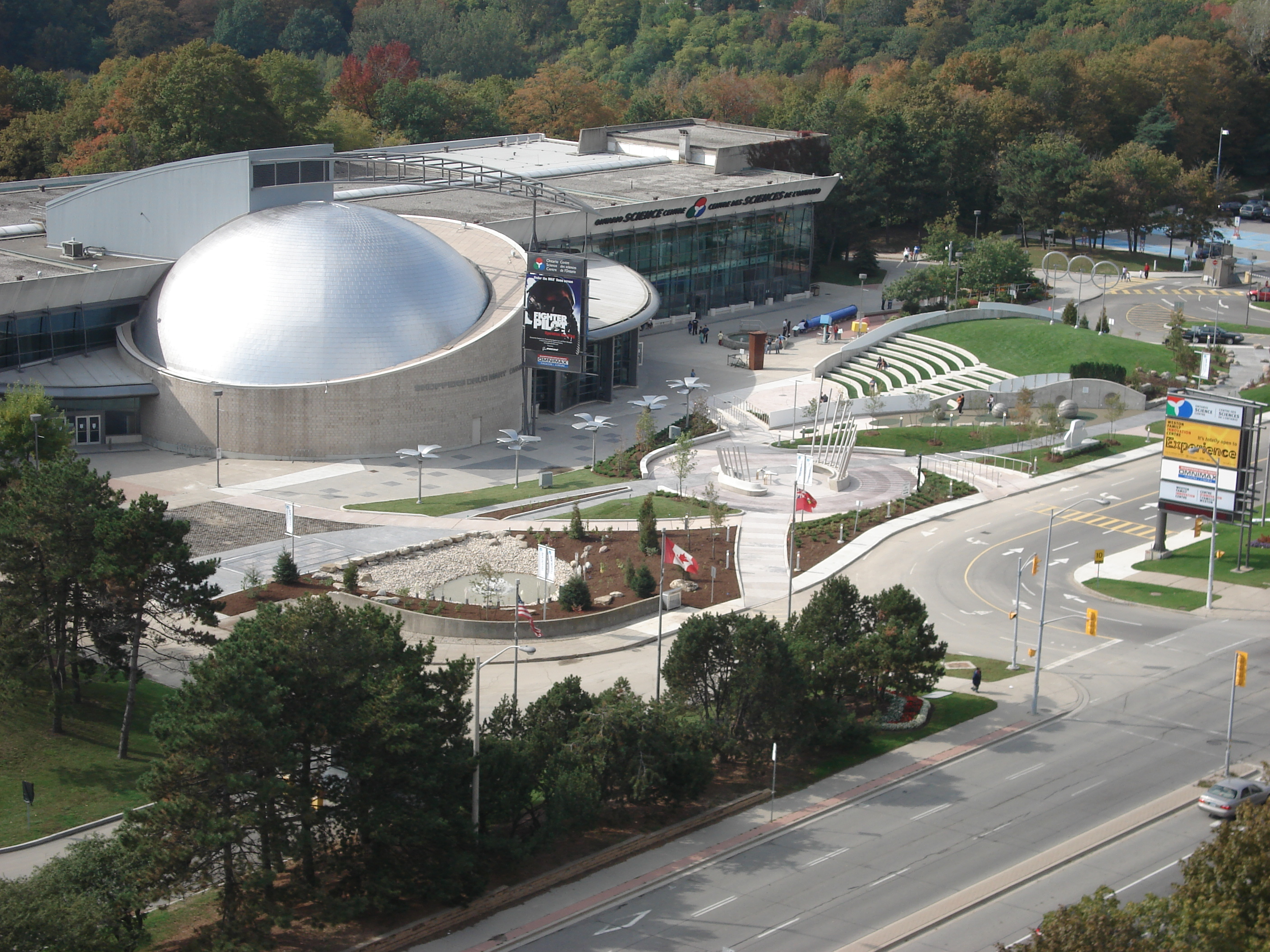
Ontario Science Centre, Toronto (1964)
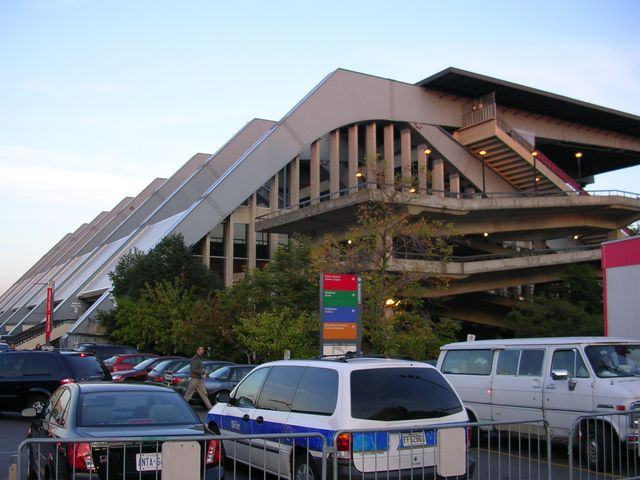
Ottawa Civic Centre (1968)
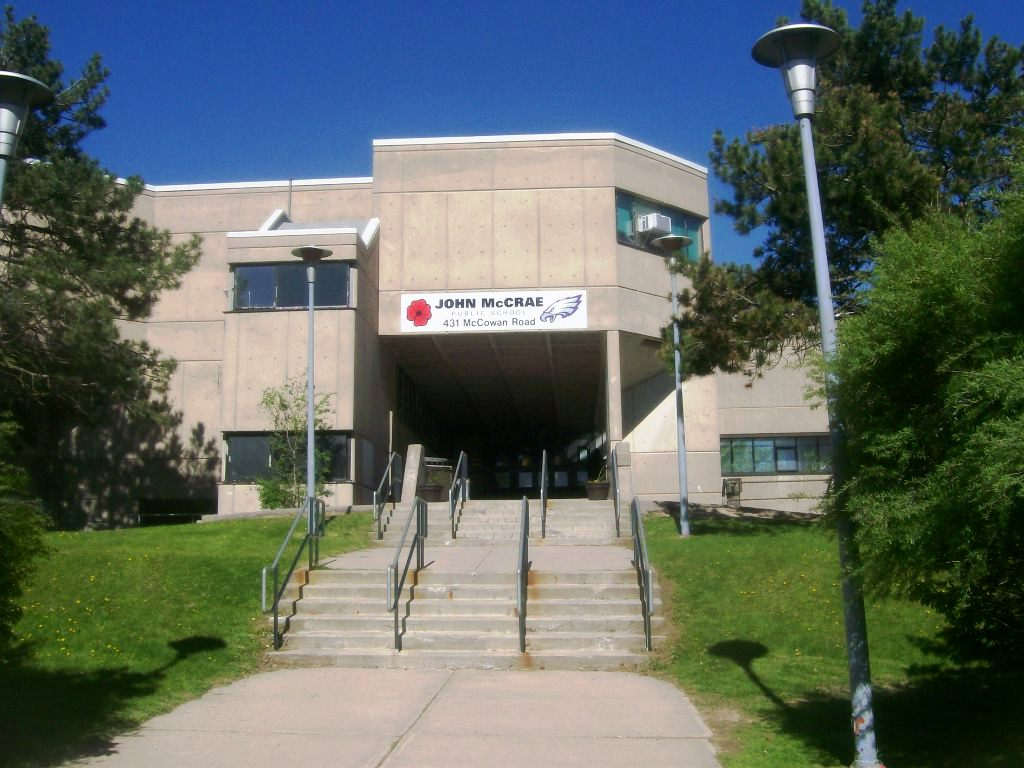
John McCrae (Senior) Public School, Scarborough (Ontario) (1969)
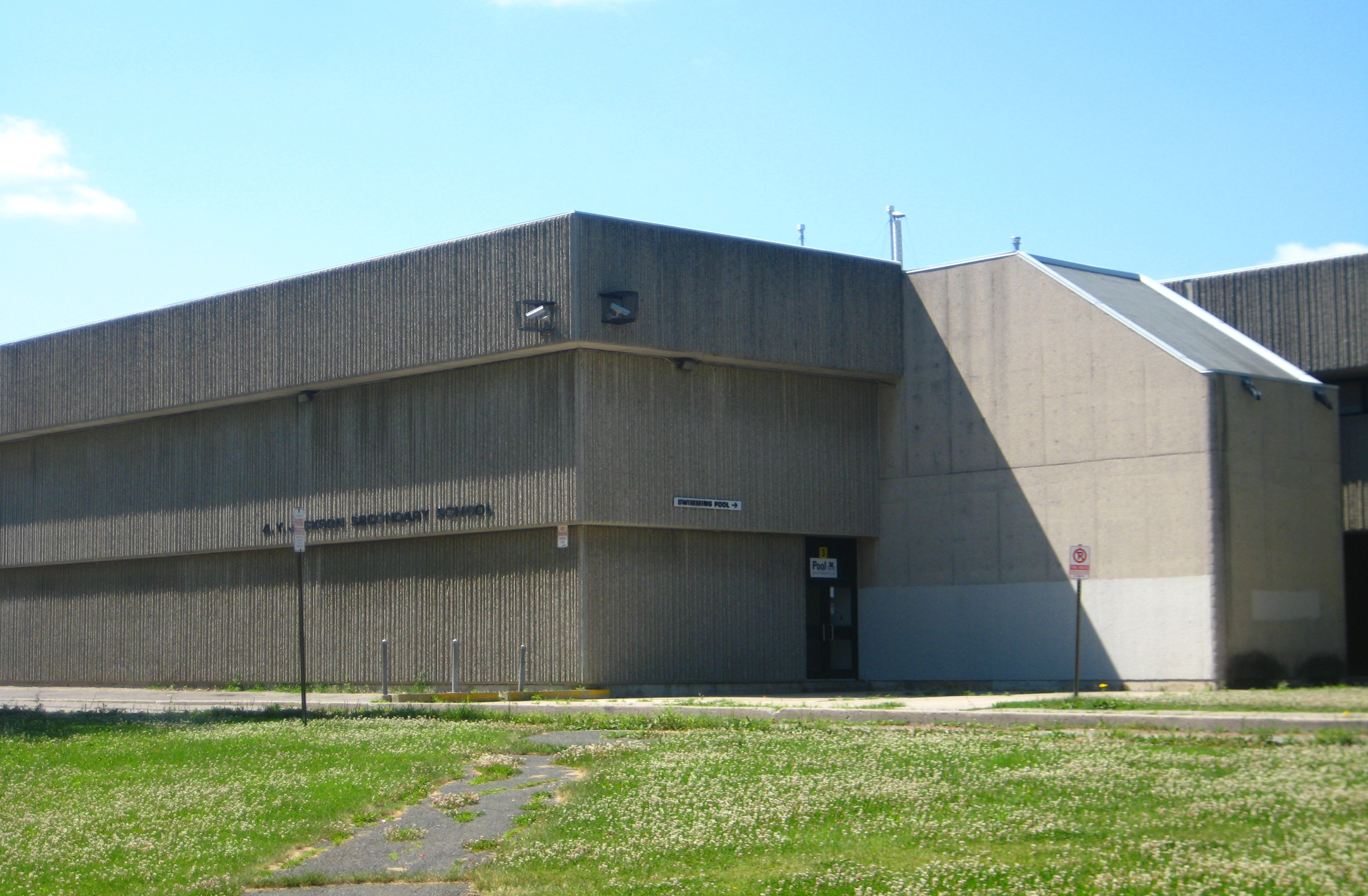
A.Y. Jackson Secondary School, North York Ontario (1970)
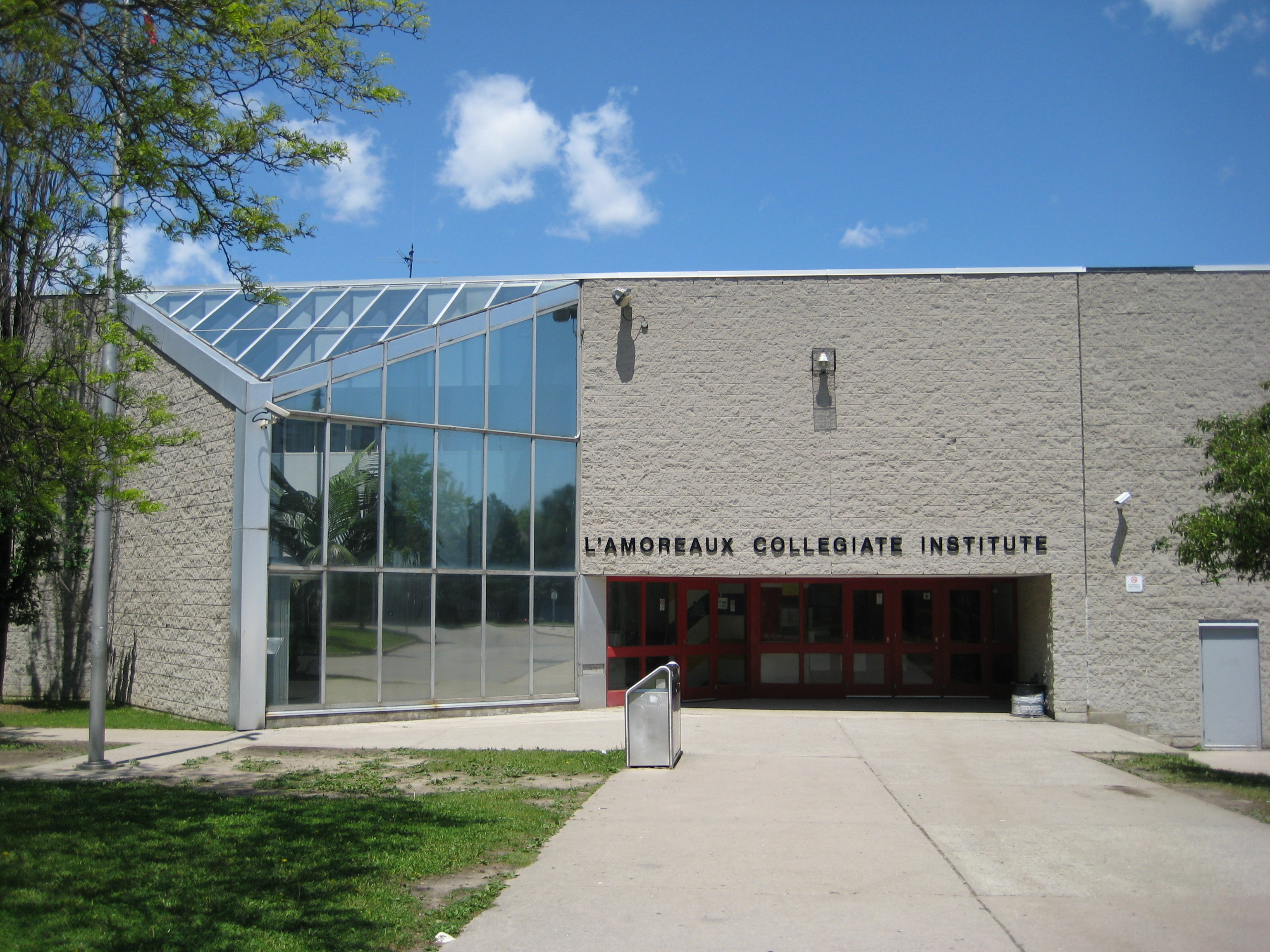
L'Amoreaux Collegiate Institute, Scarborough (Ontario) (1973)
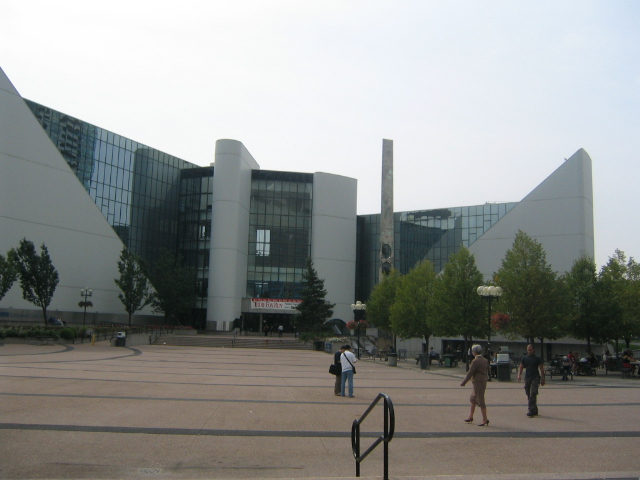
Scarborough Civic Centre, Scarborough (Ontario) (1973)
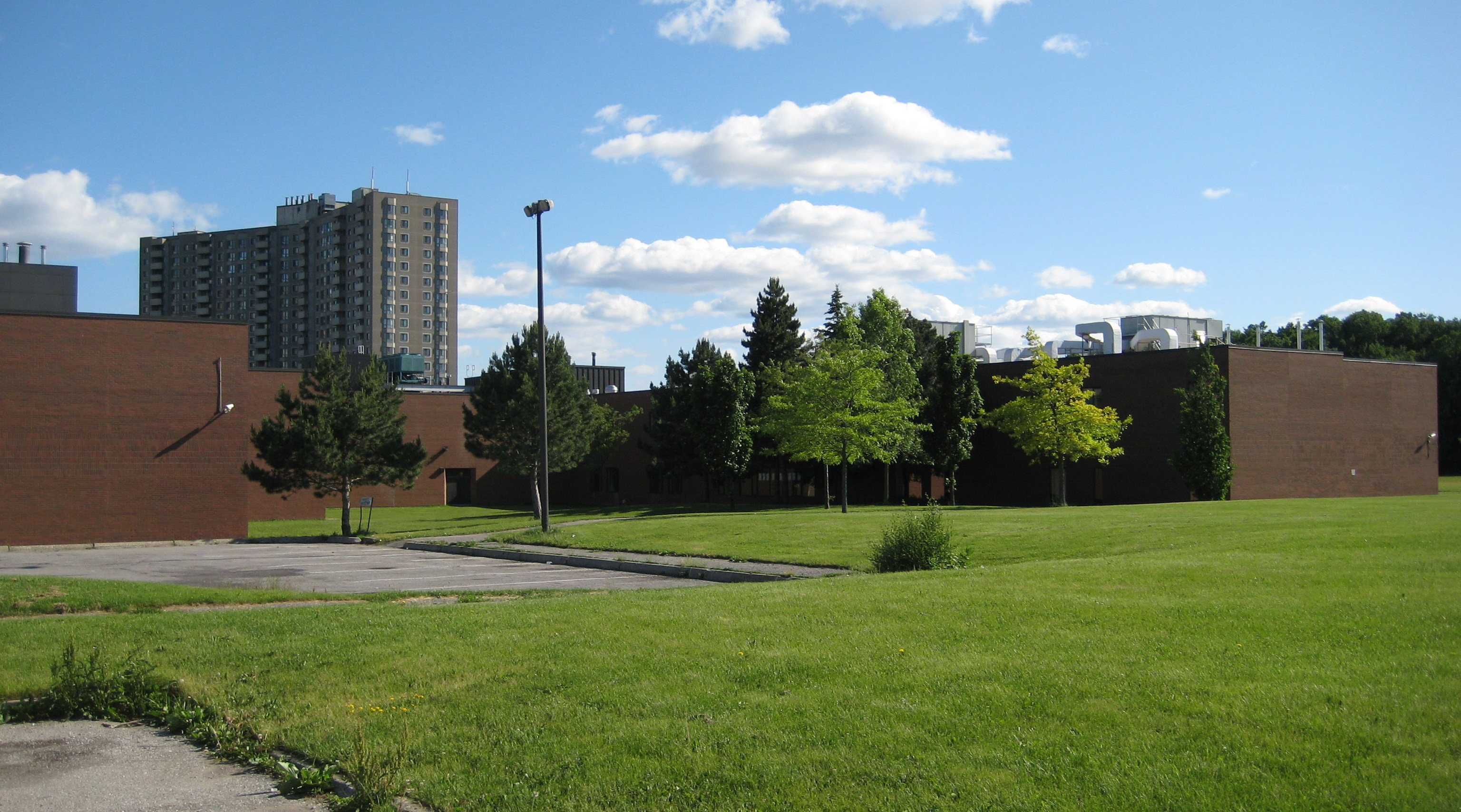
Albert Campbell Collegiate Institute, Scarborough (Ontario) (1976)
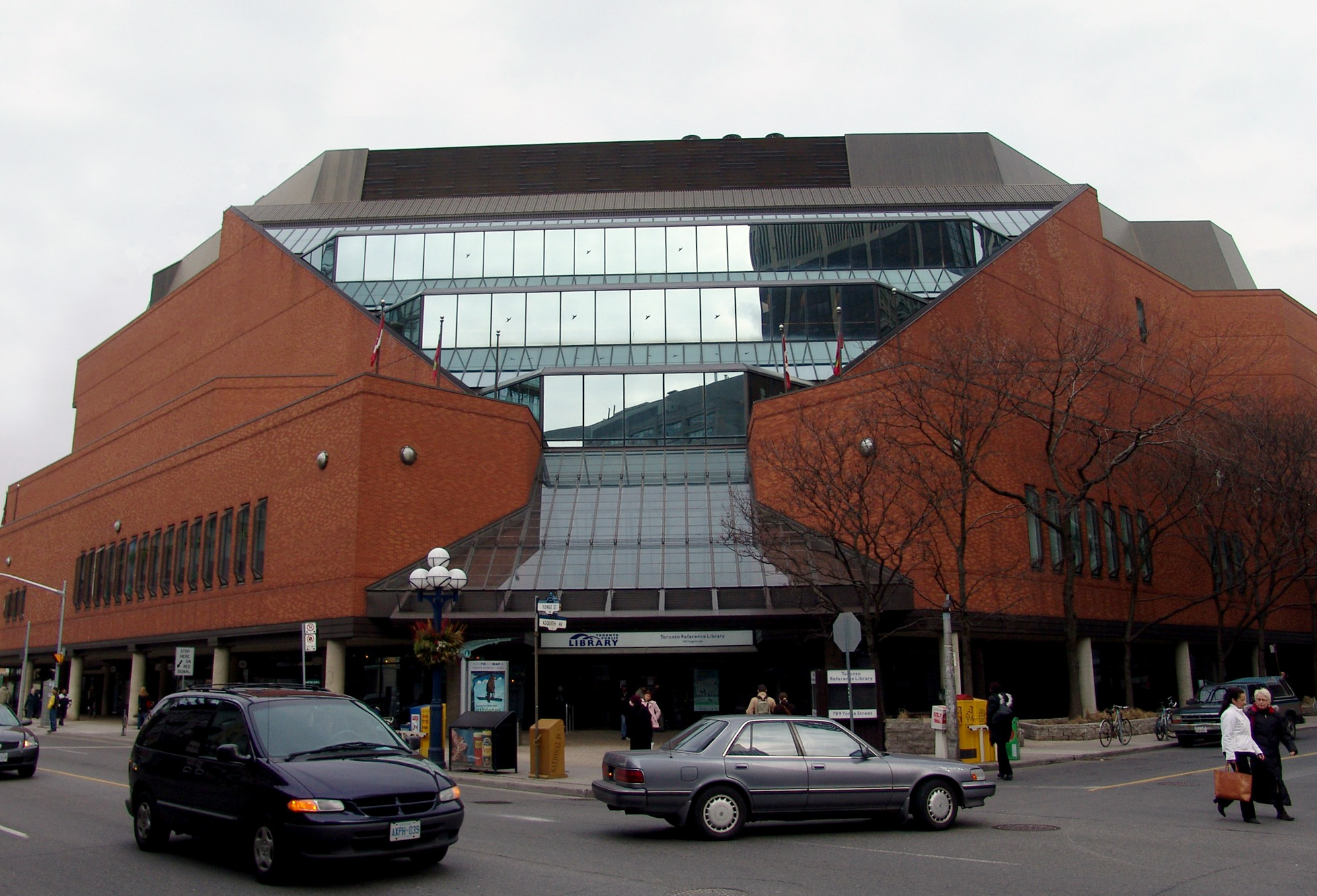
Toronto Reference Library (1977)
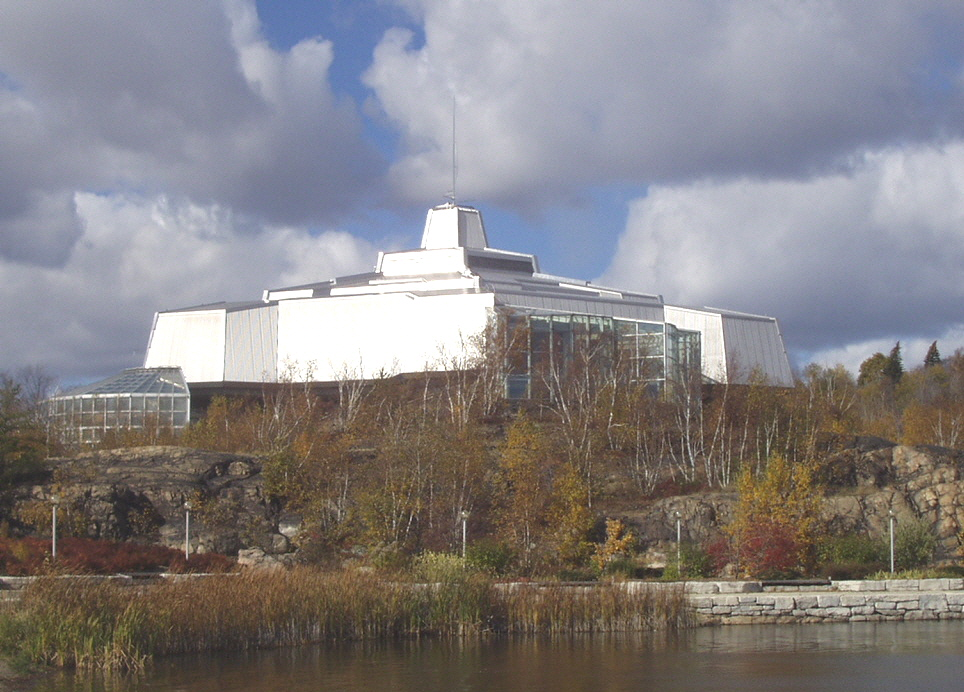
Science North à Sudbury (Ontario) (1980)
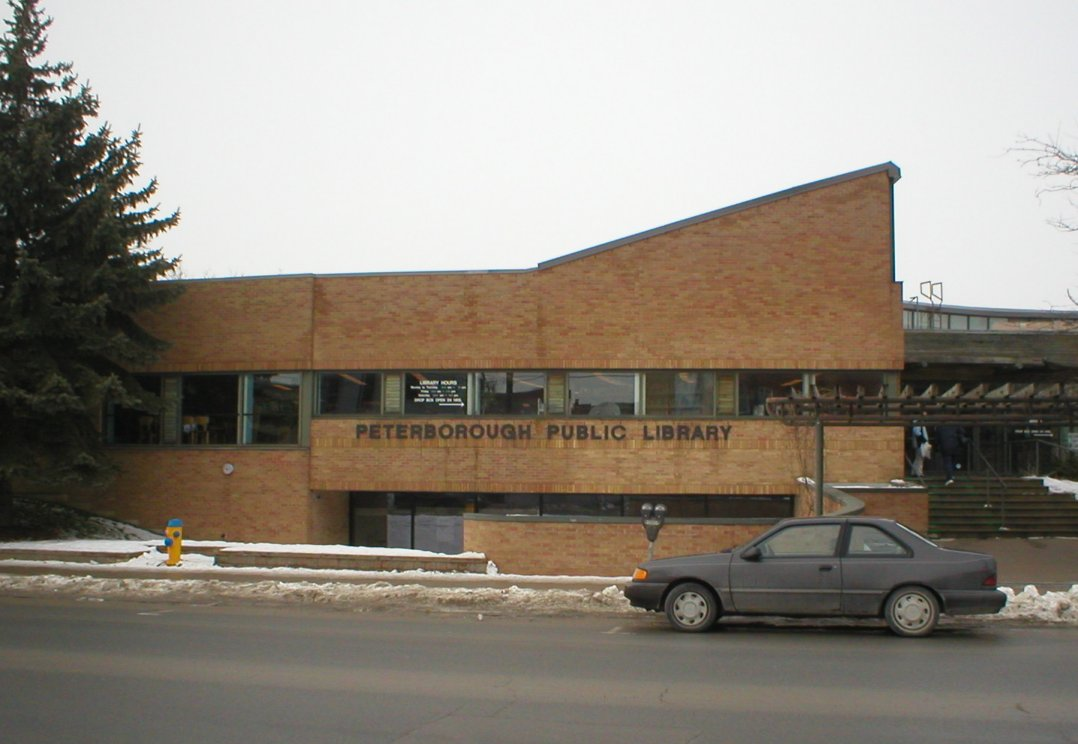
Peterborough Public Library, Peterborough (Ontario) (1980)
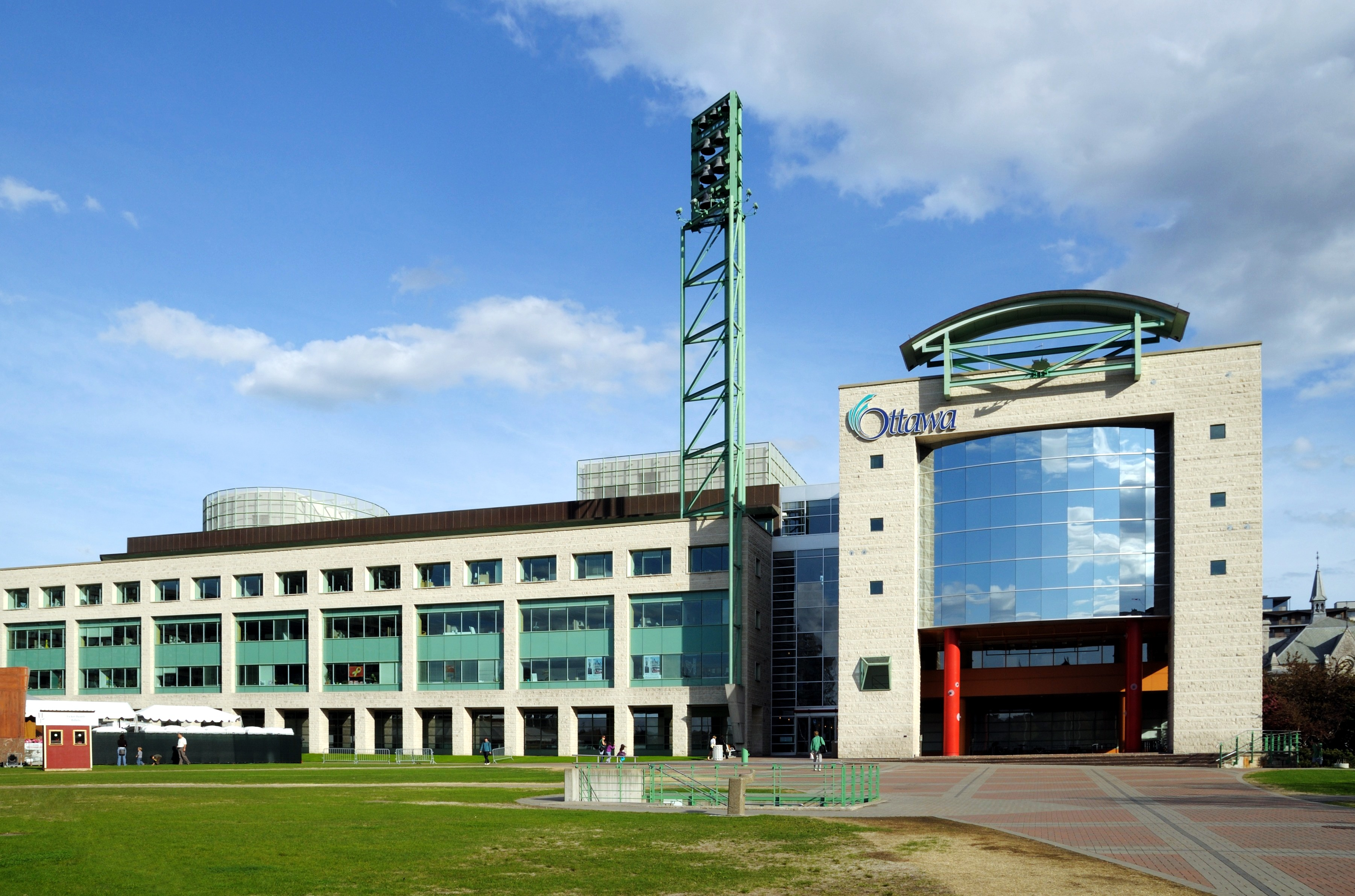
Ottawa City Hall (1990)
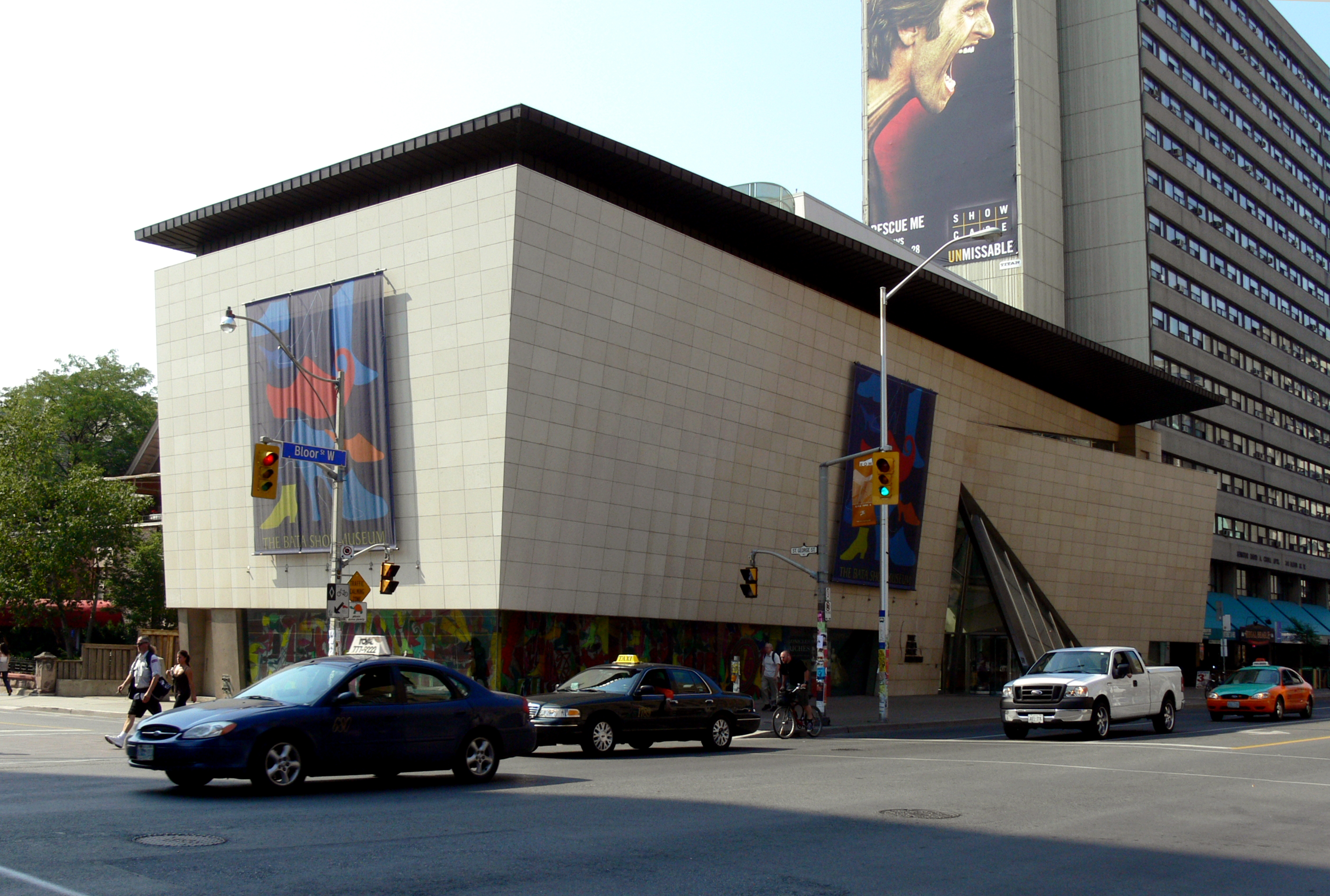
Bata Shoe Museum, Toronto (Ontario) (1991)
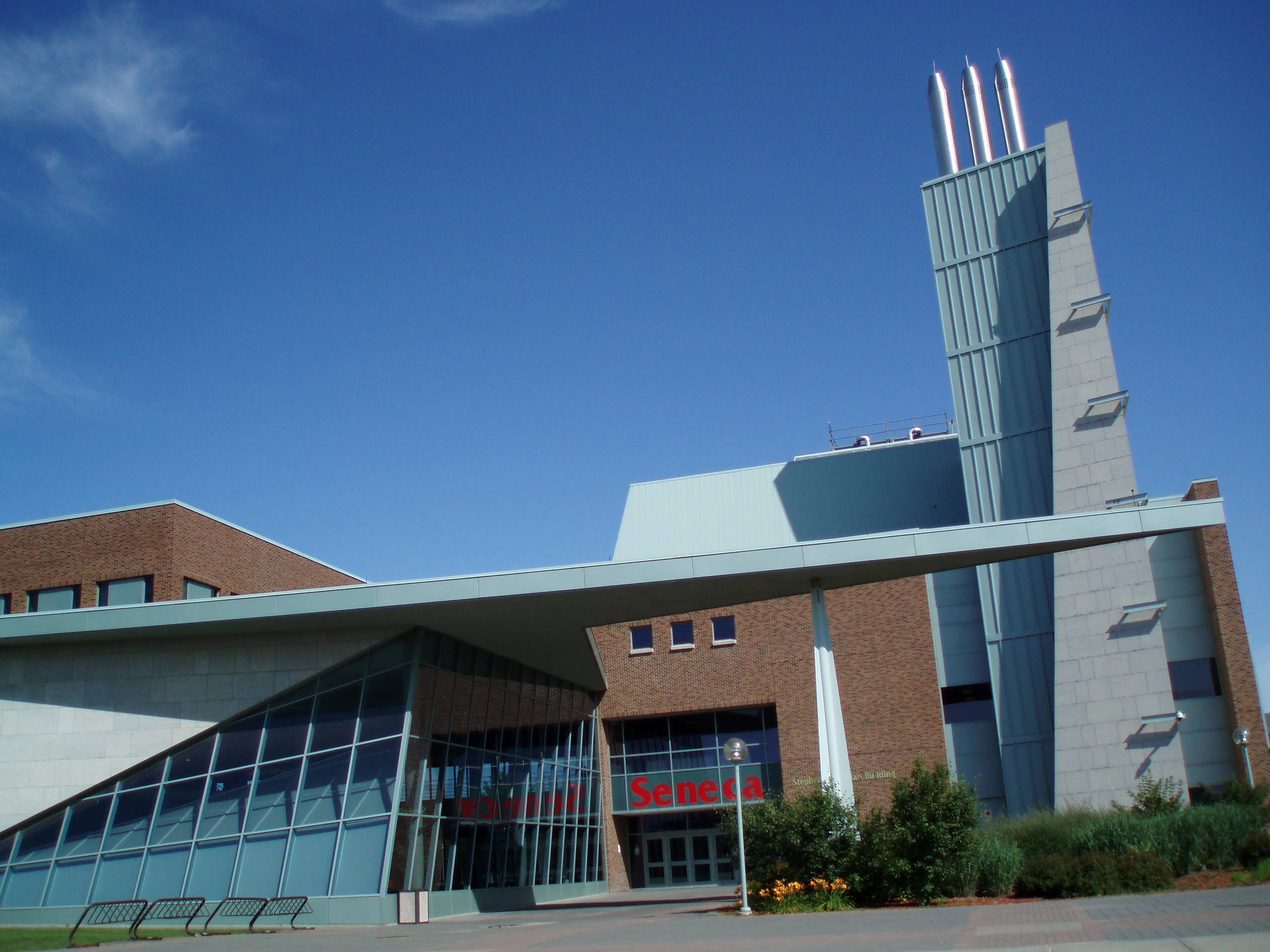
Seneca@York Campus, Toronto (1999)
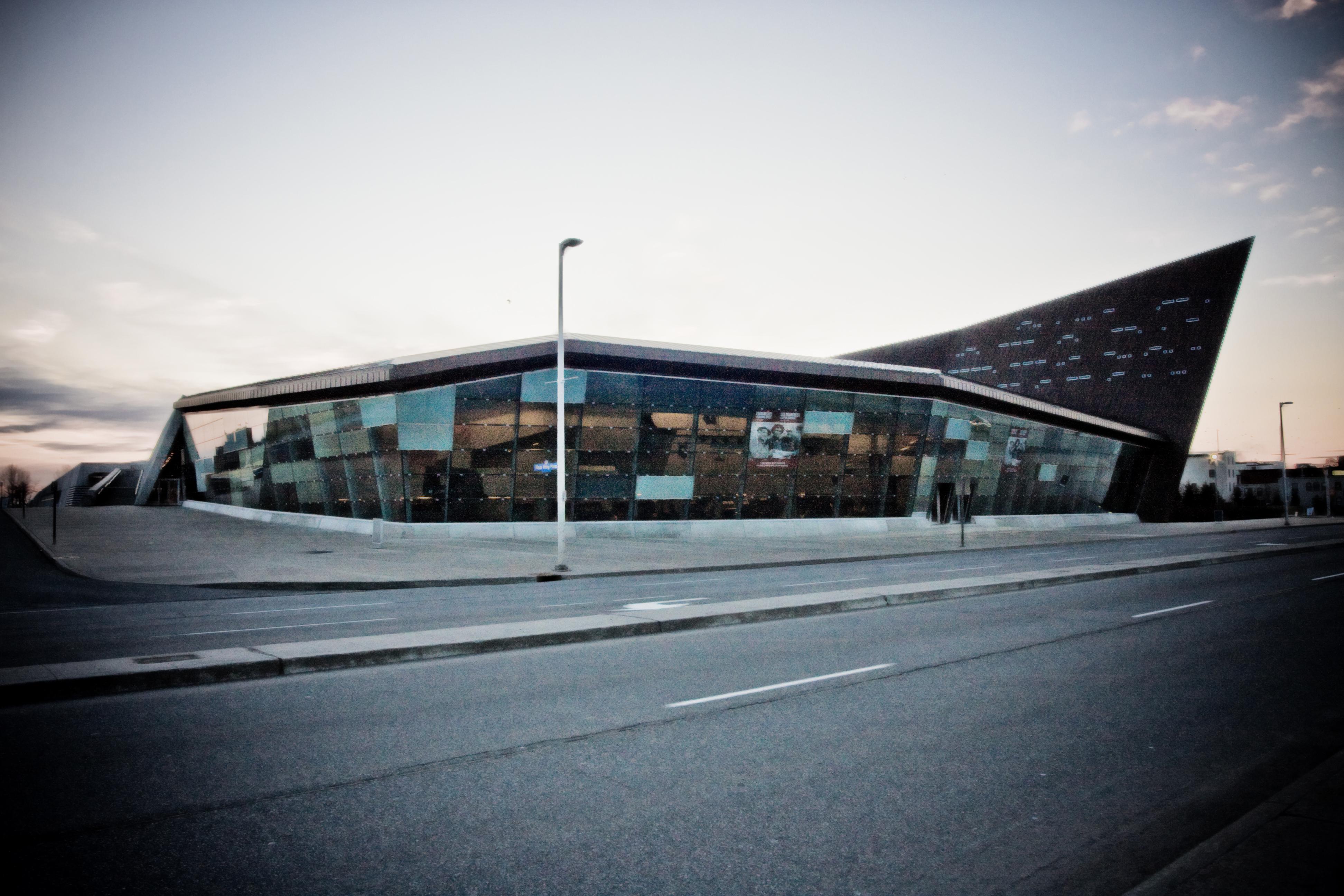
Canadian War Museum, Ottawa (2005)
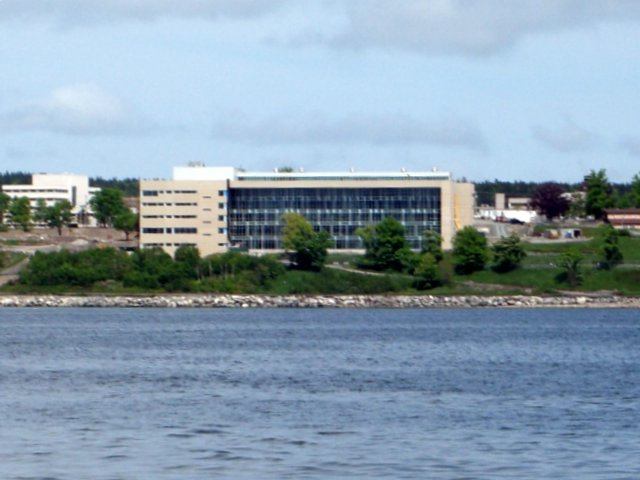
Nova Scotia Community College,  Waterfront Campus (mit Barrie and Langille Architects)
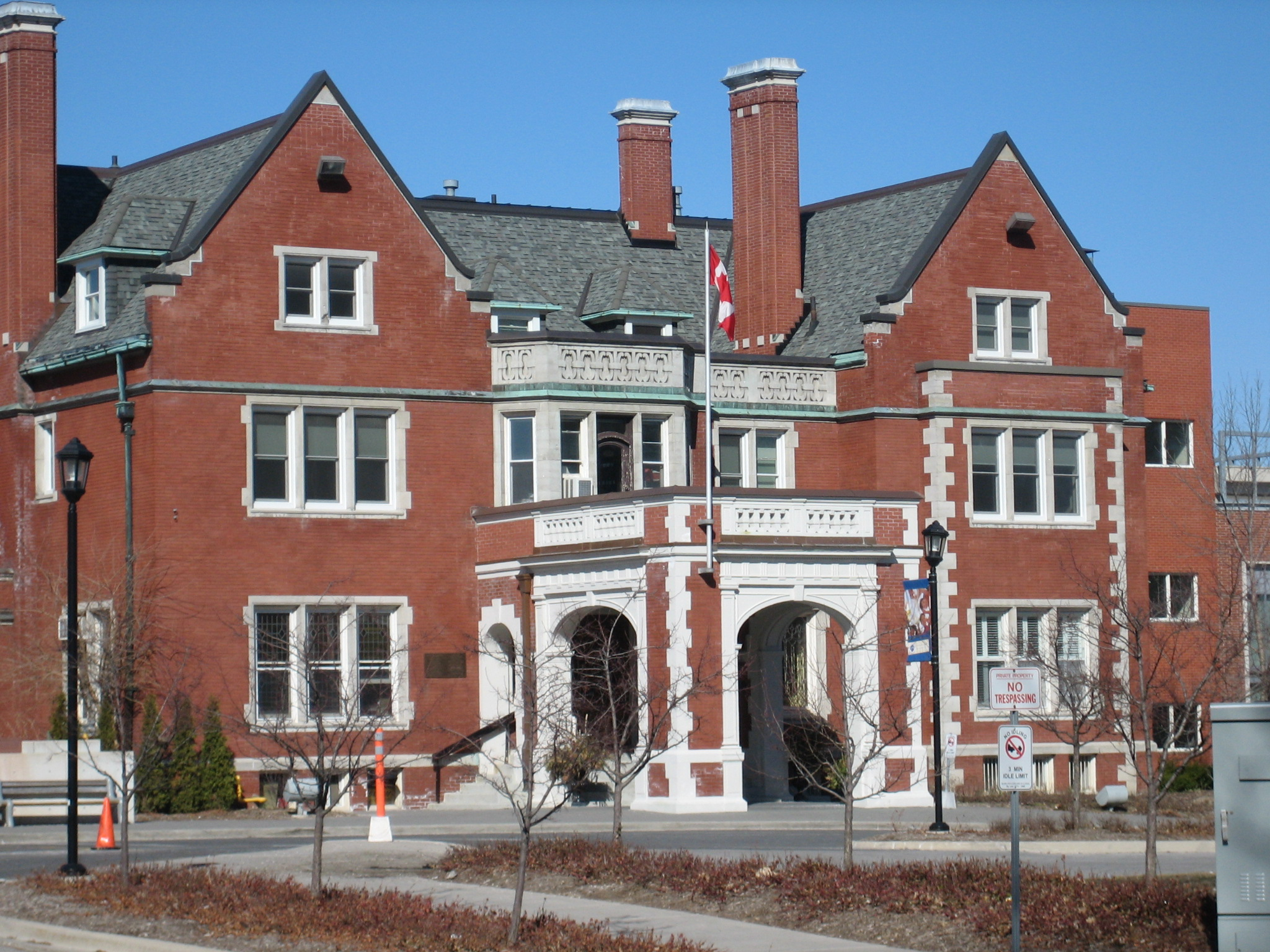
Toronto French School